# KJ14 (エンジン)

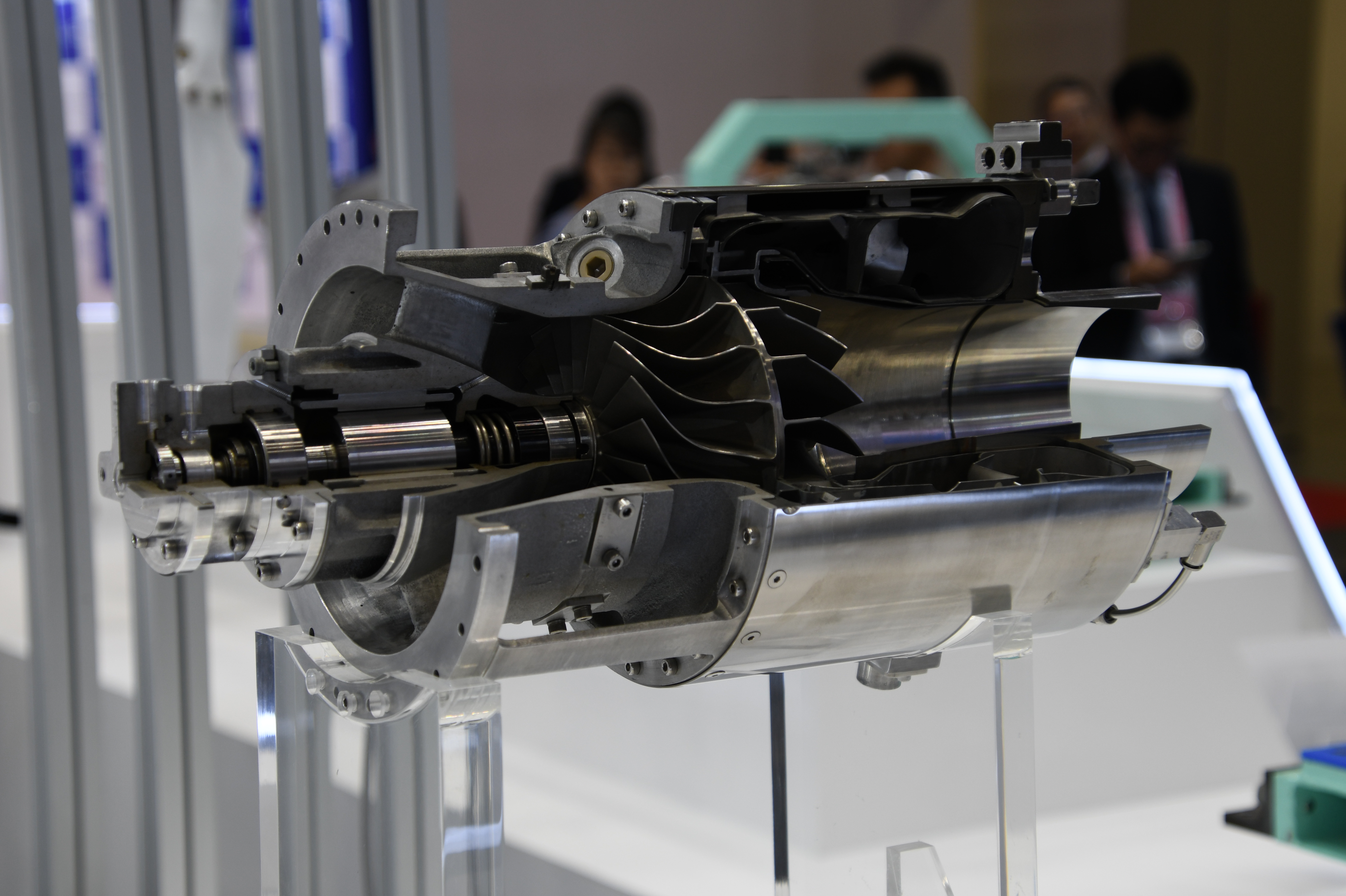
KJ14（内部が見えるように表現したモデル）

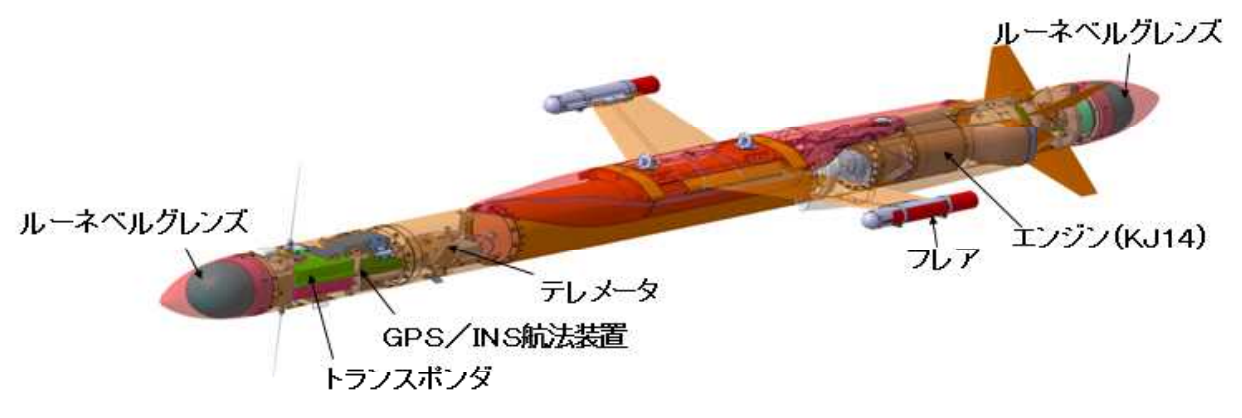
KJ14を搭載したAQM-2標的機

KJ14は川崎重工業によって開発された小型ターボジェットエンジンである。航空自衛隊の訓練に使う空対空用小型標的、陸上自衛隊の対空射撃用標的の推進部に使用されている。
小型無人航空機（UAV）や標的機へなどに搭載する小型のジェットエンジンの需要はあったが、本エンジン以前には国内では実用化されておらず、海外からの輸入では非常に高価で採用されにくかった。また、ラジコン模型航空機のようにホビー用の安価な商品はあるが、遊具であり、低空での使用しか想定されていなかった。本エンジンは、小型・軽量・低価格に加え、高空での性能や着火性への要求も満たすよう設計されている。これは部品数の削減、民生用など安価な材料の使用により低価格が図られている。
本エンジンの推力向上型としてKJ100がある。

## 設計
コンプレッサーとタービンを一体とするモノローター方式を採用している。ローターは精密鋳造により製造され、コンプレッサーは遠心式圧縮機、タービンはラジアルタービンである。コンプレッサーで圧縮された空気はエンジン外周部を通ってタービン後方に配置された反転式燃焼器に送られる。前方に向かう燃焼ガスはラジアルタービンを駆動してジェット噴射されて推力を発生する。ローターの軸受けはグリス封入とされ、オイル冷却系を持たない。軸受けは前方のみである。始動装置はなく、発進時の風圧によってタービンを始動する。点火はカートリッジ式である。これらにより徹底的な簡素化・軽量化が図られている。

## 仕様
- 形式: 1軸ターボジェットエンジン
- 推力: 70 kgf (0.69kN) (地上静止)
- 乾燥重量: 16 kg
- 最大外径: 200 mm
- 全長: 450 mm